# Carrasco (Schiff)
Die Carrasco ist ein Forschungsschiff der Marina de Guerra del Perú.

## Geschichte
Das Schiff des Typs ST-344 wurde im Dezember 2014 bestellt. Es wurde unter der Baunummer 710 auf der portugiesischen Werft Construcciones Navales P. Freire in Vigo für die Marina de Guerra del Perú gebaut. Die Kiellegung fand am 20. Juli 2015, der Stapellauf am 7. Mai 2016 statt. Die Fertigstellung des Schiffes erfolgte am 21. März 2017. Das Schiff wurde am 3. Mai 2017 in Dienst gestellt. Der Schiffsentwurf stammte vom norwegischen Schiffsarchitekturunternehmen Skipsteknisk in Ålesund.
Das Schiff wird in erster Linie für die Forschung in peruanischen Hoheitsgewässern und in der Antarktis sowie für die Versorgung der peruanischen Machu-Picchu-Forschungsstation genutzt. Neben der Forschung kann das Schiff auch für Rettungsaufgaben sowie humanitäre und logistische Unterstützungsmissionen genutzt werden.

## Technische Daten und Ausstattung
Das Schiff wird dieselelektrisch von zwei Propellergondeln angetrieben. Für die Stromerzeugung stehen vier von Caterpillar-Dieselmotoren mit jeweils 2350 kW Leistung angetriebene General-Electric-Generatoren zur Verfügung.
Das Schiff ist mit zwei mit jeweils 800 kW Leistung angetriebenen Bugstrahlrudern ausgestattet. Es verfügt über ein System zur dynamischen Positionierung (DP2).
Das Schiff ist für verschiedene Forschungsdisziplinen ausgerüstet (Hydrographie, Meeresbiologie, Geologie, Ozeanografie, Geophysik und Meteorologie) und verfügt hierfür über acht Labore. Weiterhin stehen verschiedene Instrumente zur Messung unter anderem von Luft- und Wassertemperatur und Strömungen zur Verfügung. Das Schiff verfügt über verschiedene Echolote und Sonaranlagen. Vom Schiff können ferngesteuerte und autonome Unterwasserfahrzeuge aus eingesetzt werden.
An Bord stehen verschiedene Hebewerkzeuge zur Verfügung, darunter ein schwenkbarer Heckgalgen. Das Schiff ist mit mehreren Winden für das Schleppen von Forschungsgerät ausgestattet.
Das Schiff hat Transportmöglichkeiten für rund 560 m³ Material und Ausrüstung. An Bord können zwei 20-Fuß-Container mitgeführt werden. Diese können Transportcontainer oder Laborcontainer sein.
Im hinteren Bereich des Schiffes befinden sich ein Hubschrauberlandedeck sowie ein Hubschrauberhangar. Das Hubschrauberlandedeck kann mit 6,1 t belastet werden.
An Bord können 110 Personen untergebracht werden (50 Besatzungsmitglieder und 60 Wissenschaftler und anderes Personal). Es stehen mehrere Aufenthaltsräume, eine Bibliothek und zwei Fitnessräume sowie ein Hörsaal mit 54 Sitzplätzen und zwei Sitzungsräume zur Verfügung. Das Schiff ist mit einer Krankenstation ausgerüstet.
Das Schiff kann 51 Tage auf See bleiben. Der Rumpf des Schiffes ist eisverstärkt (PC7).